# Homothermon bugre
Homothermon bugre är en skalbaggsart som beskrevs av Ohaus 1898. Homothermon bugre ingår i släktet Homothermon och familjen Rutelidae. Inga underarter finns listade i Catalogue of Life.